# محركات قاتلة
محركات قاتلة هي رواية فنتازيا للأطفال من تأليف فيليب ريف